# Tripyloides marinus
Tripyloides marinus är en rundmaskart som först beskrevs av Butschli 1874.  Tripyloides marinus ingår i släktet Tripyloides och familjen Tripyloididae. Arten är reproducerande i Sverige. Inga underarter finns listade i Catalogue of Life.